# Bromus pseudoramosus
Bromus pseudoramosus är en gräsart som beskrevs av Keng f. och Liang Liu. Bromus pseudoramosus ingår i släktet lostor, och familjen gräs. Inga underarter finns listade i Catalogue of Life.